# Prijevor (Ravno, BiH)
Prijevor je selo u općini Ravnom, u Federaciji BiH. Nalazi se na putu između Trnčine i Ravnog, podno Velikog vrha.
Prijevor je u prošlosti bilježen ikavskim izgovorom.
1629. godine posjetio je Donju Hercegovinu biskup fra Dominik Andrijašević. Tada je bila sva Donja Hercegovina katolička, gusto načičkana župama i crkvama. Prigodom posjeta Donjoj Hercegovini, zabilježio je župe u Popovu polju i među njima župu Ravno i Privor u kojoj su 2 crkve, 60 katoličkih i 5 pravoslav. obitelji.